# Trent Klatt
Pour les articles homonymes, voir Klatt.
Trent Klatt (né le 30 janvier 1971 à Robbinsdale dans l'État du Minnesota aux États-Unis) est un joueur professionnel américain de hockey sur glace. Il évoluait au poste d'ailier droit.

## Biographie
Sélectionné par les Capitals de Washington au 82e rang lors du quatrième tour du repêchage d'entrée dans la LNH 1989, il rejoint les Golden Gophers de l'Université du Minnesota. Durant son parcours à l'université, les Capitals échangent durant l'été 1991 les droits sur Klatt aux North Stars du Minnesota en compagnie de Steve Maltais contre Shawn Chambers. Après avoir complété sa troisième année universitaire en 1991-1992, il rejoint les North Stars vers la fin de la saison pour y faire ses débuts dans la LNH. Il suit la franchise lors de son déménagement au Texas en 1993, qui devient les Stars de Dallas.
En décembre 1995, il est échangé aux Flyers de Philadelphie contre Brent Fedyk. Il connaît sa meilleure saison en termes de points en 1996-1997, réalisant 45 points, dont 24 buts. Il reste avec les Flyers jusqu'en 1998, lorsqu'il est échangé aux Canucks de Vancouver contre un choix de repêchage. Après cinq saisons avec les Canucks, il signe comme agent libre avec les Kings de Los Angeles durant l'été 2003.
Après que la saison 2004-2005 soit annulée à cause d'un lock-out, il annonce officiellement sa retraite de hockeyeur en septembre 2005.

## Statistiques

### En club
| Saison     | Équipe                   | Ligue      |     | Saison régulière | Saison régulière | Saison régulière | Saison régulière | Saison régulière |    | Séries éliminatoires | Séries éliminatoires | Séries éliminatoires | Séries éliminatoires | Séries éliminatoires |
| Saison     | Équipe                   | Ligue      | PJ  | B                | A                | Pts              | Pun              | PJ               | B  | A                    | Pts                  | Pun                  |                      |                      |
| 1989-1990  | Université du Minnesota  | WCHA       | 38  | 22               | 14               | 36               | 16               | -                | -  | -                    | -                    | -                    |                      |                      |
| 1990-1991  | Université du Minnesota  | WCHA       | 39  | 16               | 28               | 44               | 58               | -                | -  | -                    | -                    | -                    |                      |                      |
| 1991-1992  | Université du Minnesota  | WCHA       | 44  | 30               | 36               | 66               | 78               | -                | -  | -                    | -                    | -                    |                      |                      |
| 1991-1992  | North Stars du Minnesota | LNH        | 1   | 0                | 0                | 0                | 0                | 6                | 0  | 0                    | 0                    | 2                    |                      |                      |
| 1992-1993  | Wings de Kalamazoo       | LIH        | 31  | 8                | 11               | 19               | 18               | -                | -  | -                    | -                    | -                    |                      |                      |
| 1992-1993  | North Stars du Minnesota | LNH        | 47  | 4                | 19               | 23               | 38               | -                | -  | -                    | -                    | -                    |                      |                      |
| 1993-1994  | Stars de Dallas          | LNH        | 61  | 14               | 24               | 38               | 30               | 9                | 2  | 1                    | 3                    | 4                    |                      |                      |
| 1993-1994  | Wings de Kalamazoo       | LIH        | 6   | 3                | 2                | 5                | 4                | -                | -  | -                    | -                    | -                    |                      |                      |
| 1994-1995  | Stars de Dallas          | LNH        | 47  | 12               | 10               | 22               | 26               | 5                | 1  | 0                    | 1                    | 0                    |                      |                      |
| 1995-1996  | K-Wings du Michigan      | LIH        | 2   | 1                | 2                | 3                | 5                | -                | -  | -                    | -                    | -                    |                      |                      |
| 1995-1996  | Stars de Dallas          | LNH        | 22  | 4                | 4                | 8                | 23               | -                | -  | -                    | -                    | -                    |                      |                      |
| 1995-1996  | Flyers de Philadelphie   | LNH        | 49  | 3                | 8                | 11               | 21               | 12               | 4  | 1                    | 5                    | 0                    |                      |                      |
| 1996-1997  | Flyers de Philadelphie   | LNH        | 76  | 24               | 21               | 45               | 20               | 19               | 4  | 3                    | 7                    | 12                   |                      |                      |
| 1997-1998  | Flyers de Philadelphie   | LNH        | 82  | 14               | 28               | 42               | 16               | 5                | 0  | 0                    | 0                    | 0                    |                      |                      |
| 1998-1999  | Flyers de Philadelphie   | LNH        | 2   | 0                | 0                | 0                | 0                | -                | -  | -                    | -                    | -                    |                      |                      |
| 1998-1999  | Canucks de Vancouver     | LNH        | 73  | 4                | 10               | 14               | 12               | -                | -  | -                    | -                    | -                    |                      |                      |
| 1999-2000  | Crunch de Syracuse       | LAH        | 24  | 13               | 10               | 23               | 6                | -                | -  | -                    | -                    | -                    |                      |                      |
| 1999-2000  | Canucks de Vancouver     | LNH        | 47  | 10               | 10               | 20               | 26               | -                | -  | -                    | -                    | -                    |                      |                      |
| 2000-2001  | Canucks de Vancouver     | LNH        | 77  | 13               | 20               | 33               | 31               | 4                | 3  | 0                    | 3                    | 0                    |                      |                      |
| 2001-2002  | Canucks de Vancouver     | LNH        | 34  | 8                | 7                | 15               | 10               | -                | -  | -                    | -                    | -                    |                      |                      |
| 2002-2003  | Canucks de Vancouver     | LNH        | 82  | 16               | 13               | 29               | 8                | 14               | 2  | 4                    | 6                    | 2                    |                      |                      |
| 2003-2004  | Kings de Los Angeles     | LNH        | 82  | 17               | 26               | 43               | 46               | -                | -  | -                    | -                    | -                    |                      |                      |
| Totaux LNH | Totaux LNH               | Totaux LNH | 782 | 143              | 200              | 343              | 307              | 74               | 16 | 9                    | 25                   | 20                   |                      |                      |

### En équipe nationale
| Année | Équipe         | Compétition                 |   | PJ | B | A  | Pts | Pun      |  | Résultat |
| 1991  | États-Unis U20 | Championnat du monde junior | 7 | 6  | 6 | 12 | 6   | 4e place |  |          |
| 1999  | États-Unis     | Championnat du monde        | 6 | 3  | 0 | 3  | 0   | 6e place |  |          |